# Ona Castellví Payés
Ona Castellví Payés (Vilassar de Mar, Maresme, 23 de setembre de 1998) és una jugadora d'hoquei sobre patins catalana.
Defensa, es formà al planter del Club Hoquei Mataró amb el qual guanyà dos Campionats d'Espanya sub-16 (2013, 2014) i dos d'Europa sub-16 (2015, 2016). Amb l'equip mataroní debutà a l'OK Lliga Femenina amb disset anys. La temporada 2017-18 fitxà pel Club Patí Manlleu, amb el qual ha aconseguit una Lliga espanyola (2019-20) i dues Copes de la Reina (2021 i 2022) i una Lliga catalana (2021-22). Internacional amb la selecció espanyola des de 2021, es proclamà campiona d'Europa el 2021. Amb la selecció catalana sub-18, guanyà el Campionat d'Espanya de seleccions autonòmiques (2016) i, amb l'absoluta, es proclamà campiona de la Goldencat Femenina en dues ocasions (2022 i 2024).